# Ie-jima
L'île d'Ie ou Ie-jima (伊江島, Iejima) (okinawaïen : Ie shima) est une île de l'archipel Okinawa, et donc de l'archipel Ryūkyū, dans la mer de Chine orientale , dans la préfecture d'Okinawa au Japon.
L'île mesure 20 kilomètres de circonférence et couvre une superficie de 22,77 kilomètres carrés. En décembre 2012, l'île comptait 4 610 habitants. village d'Ie (伊江村, Ie-son), qui couvre l'ensemble de l'île, est relié par ferry à la ville de Motobu sur l'île d'Okinawa.
Ie-jima est généralement plate. La caractéristique géographique la plus notable est un pic appelé mont Gusuku (ou « Tatchuu » en kunigami), d'une hauteur de 172 mètres. La montagne ressemble à un volcan mais est en fait un artefact de l'érosion. Appelée alternativement « île aux Cacahuètes » pour sa forme générale et sa culture de cacahuètes, ou « île aux Fleurs » pour sa flore abondante et sa culture plus importante, Ie-jima attire les touristes en ferry, surtout à la fin du mois d'avril lorsque débute le festival des lys d'Ie. Le Youth Excursion Village accueille les campeurs pour 400 yens par personne et comprend l'accès à une bonne plage. Le YYY Resort and Hotel situé juste à l'est du port de ferry est disponible pour ceux qui ne souhaitent pas camper.

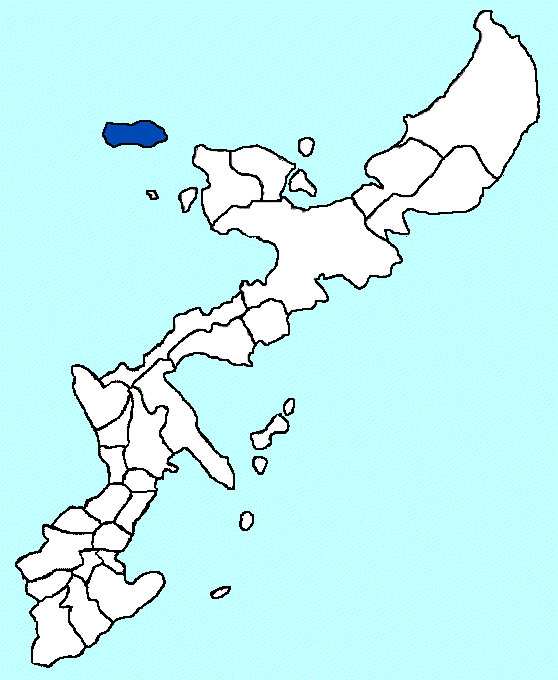
Situation d'Ie-jima.

## Seconde Guerre mondiale
Les troupes américaines de la 77e division d'infanterie ont débarqué sur Ie-jima en avril 1945 dans le cadre de la bataille d'Okinawa. De violents combats ont eu lieu du 16 avril jusqu'à la prise de l'île le 21 avril. Le journaliste américain Ernie Pyle a été tué pendant la bataille. Un monument est dédié à sa mémoire dans la partie sud de l'île. Chaque année, le week-end le plus proche de sa mort le 18 avril, un service commémoratif est organisé.
Ie-jima, qui a été développée conjointement avec les bases américaines d'Okinawa, est devenue une base navale avancée. Ses trois pistes d'atterrissage étaient sous le contrôle de l'armée, mais étaient utilisées par le Naval Air Transport Service (NATS). La base navale comprenait 1 550 m2 d'espace et de stockage général, 210 m3 d'espace de stockage frigorifique et 418 m2 de stockage ouvert. En plus de 210 linéaires de quai, il y avait des ateliers de réparation couvrant 510 m2, un hôpital de 37 m2 et des quartiers de 6 290 m2.

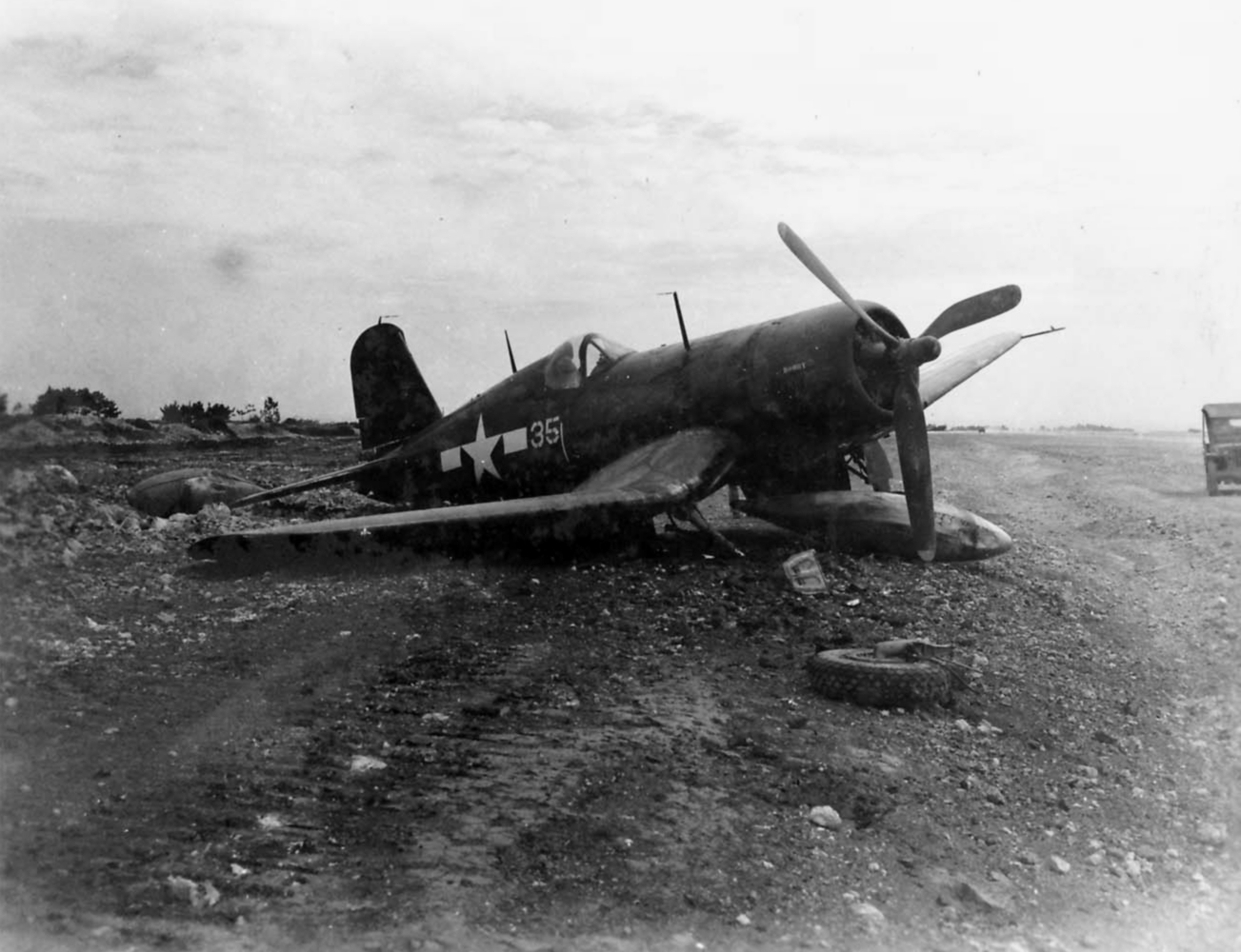
Un Vought F4U Corsair endommagé sur Ie-jima (1945).

Ie-jima, alors appelée « Ie shima » par les militaires et les médias américains, a été le principal point de départ de la capitulation du Japon. C'est là que se trouvaient le 413e groupe de chasseurs (413th Fighter Group), composé des 1er, 21e et 34e escadrons de chasseurs, le 345e groupe de bombardement, composé des 498e, 499e, 500e et 501e escadrons, ainsi que les 548e et 549e escadrons de chasseurs de nuit du 7th Fighter Command. Les trois groupes y sont restés stationnés jusqu'à la fin de la guerre.
Les préparatifs de la reddition ont commencé le 17 août 1945, avec le vol de deux bombardiers Mitsubishi G4M “Betty” japonais vers Ie-jima où les émissaires japonais ont été transférés dans des Douglas C-54 “Skymaster” de l'armée de l'air américaine (US Army Air Force) pour achever leur voyage vers Corregidor afin de rencontrer l'état-major du général Douglas MacArthur. Les North American B-25 Mitchell du 345e sont chargés d'escorter les bombardiers japonais depuis le continent jusqu'à Ie-jima, et les Lockheed P-38 Lightning sont chargés de les couvrir. Les officiels japonais ordonnèrent au reste de l'armée de l'air japonaise d'abattre leurs propres bombardiers car ils estimaient que l'honneur exigeait que le Japon se batte jusqu'à la dernière personne. Au lieu de se rendre directement à Ie-jima, les deux avions japonais se sont dirigés vers le nord-est en direction de l'océan pour éviter leurs propres chasseurs. L'un des délégués japonais à bord a remarqué après avoir regardé par un trou de balle dans le côté de l'avion qu'une escadrille de chasseurs approchait et il a pensé que leur mission de reddition avait échoué. Cependant, l'escadron de chasseurs était composé de P-38 Lightning américains affectés à la couverture supérieure. Le 345e avait reçu l'ordre d'envoyer deux B-25 comme escorte. Cependant, conscient des difficultés de communication avec les Japonais et anticipant correctement la possibilité d'une déviation nécessaire des plans, le 345e avait envoyé trois vols de B-25 de manière à encadrer la trajectoire de vol proposée par l'ennemi. Cette planification s'avéra excellente car seul le deuxième des trois vols intercepta les Japonais et la couverture supérieure, hors trajectoire et se dirigeant sur une route qui ne les aurait pas amenés à Ie-jima. Ayant reçu l'ordre de ne pas s'approcher à moins de 300 m des avions japonais, le major J. C. McClure a constaté qu'il était impossible de maintenir les Japonais sur la bonne trajectoire en volant à leur côté, et il s'est donc placé bien en avant d'eux pour diriger leur formation. Quelques secondes plus tard, il a été surpris de voir les Japonais se serrer sous ses ailes. Pour eux, c'était la façon la plus sûre d'approcher l'île qui avait été leur cible quelques jours auparavant. Les quatre avions sont arrivés au-dessus d'Ie-jima en formation parfaite.

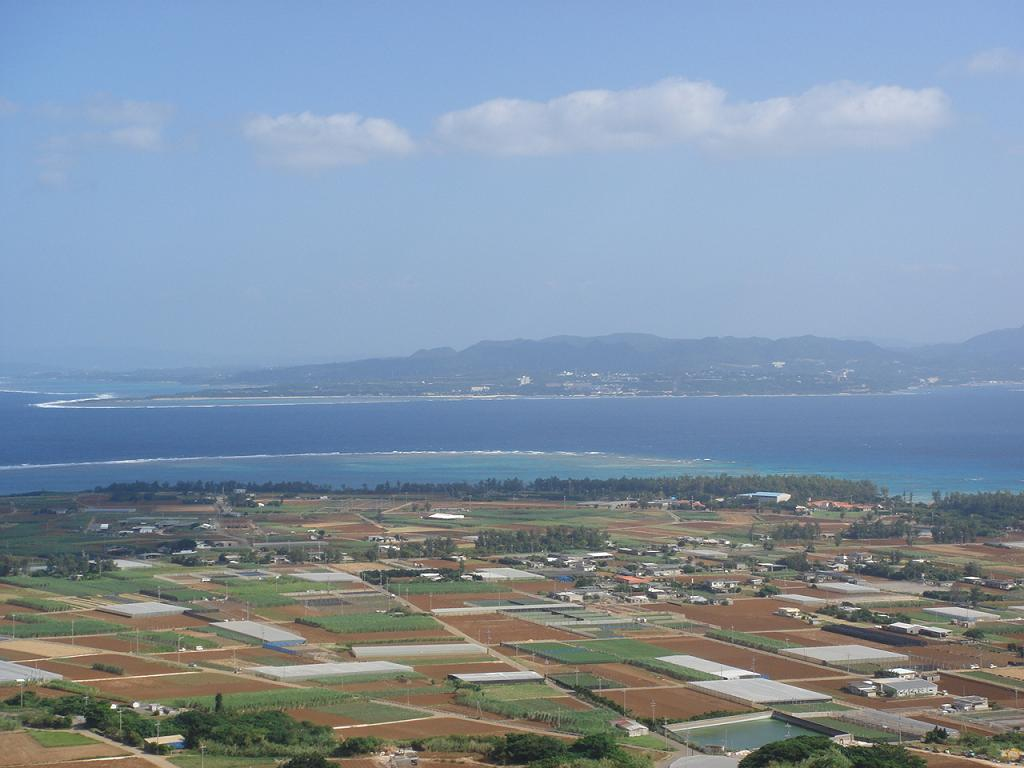
Vue depuis le mont Gusuku, une montagne de 172 m sur l'île.

Les émissaires japonais ont poursuivi leur route vers les Philippines comme prévu, ont conclu les arrangements pour la reddition officielle qui devait avoir lieu le 2 septembre dans la baie de Tokyo et sont retournés à Ie-jima le 18 août. Alors que les “Betty” s'apprêtaient à accueillir leurs passagers pour le voyage de retour de Tokyo, l'un d'entre eux sortit de la piste et brisa son train d'atterrissage, l'empêchant de poursuivre son voyage ce jour-là. La délégation japonaise s'est divisée, les délégués les moins importants restant à Ie-jima pour la nuit pendant que l'avion endommagé était réparé, tandis que l'avion en état de marche partait le soir même. Pour une raison inexpliquée, cet avion est tombé en panne de carburant à quelque 210 km de leur destination et a été abandonné en eau peu profonde. Les émissaires ont débarqué à gué et sont arrivés à Tokyo le lendemain.

## Mouvement des fermiers
En 1955, l'armée américaine s'est lancée dans une campagne à grande échelle pour saisir les terres des agriculteurs d'Ie-jima. La campagne a commencé en 1954 par un projet dit d'arpentage. Après avoir signé les documents, les fermiers de l'île ont réalisé qu'ils avaient en fait accepté leur évacuation volontaire. En 1955, l'armée américaine a débarqué sur les plages du sud d'Ie-jima et a saisi les terres des fermiers par la force.

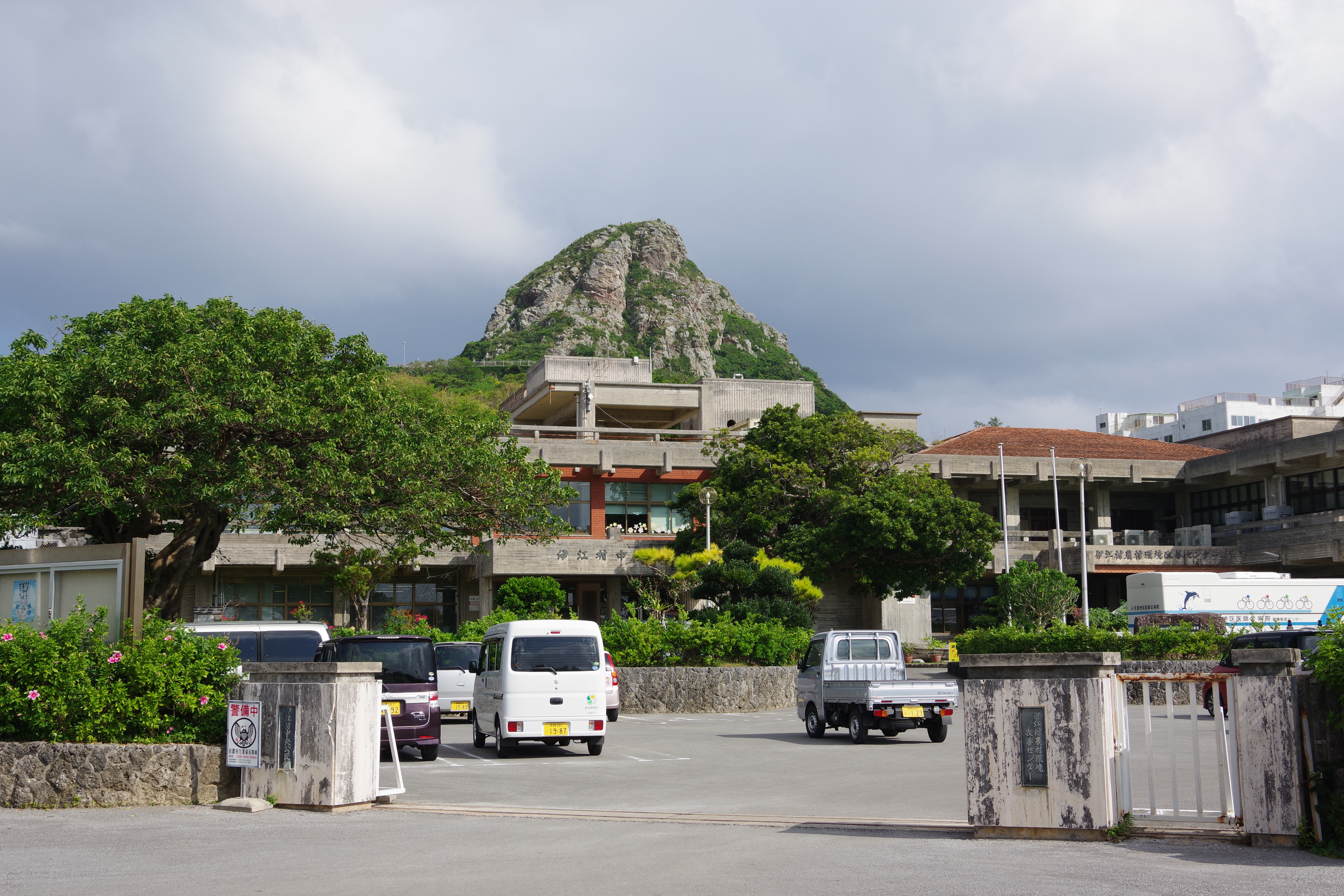
Centre d'amélioration de l'environnement agricole du village d'Ie en 2019.

Après cette saisie, les habitants d'Ie-jima ont entamé une campagne de cinq décennies pour s'opposer à l'armée américaine. Dirigés par Shoko Ahagon, ils ont voyagé à travers les îles d'Okinawa pour recueillir des soutiens pour leur campagne. Cette marche des mendiants a conduit les insulaires dans toute la préfecture où ils ont été traités avec hospitalité par leurs compatriotes d'Okinawa, mais lorsqu'ils sont revenus à Ie-jima et ont recommencé à cultiver leurs terres, les militaires américains ont rasé leurs cultures et arrêté les insulaires.
À la fin des années 1950, de nombreux habitants d'Ie-jima se sont tournés vers la collecte de ferraille dans le champ de bombardement militaire. Il s'agissait d'un travail dangereux qui a entraîné la mort ou la défiguration d'hommes de la région.

## Aujourd'hui
L'armée américaine maintient une petite piste d'atterrissage auxiliaire sur Ie ; cette piste est maintenant une installation d'entraînement militaire gérée par le corps des Marines américains (U.S. Marine Corps). Un détachement de 12 marines américains fait fonctionner le champ de tir. Les emplois sont les suivants : planificateur des opérations, gardien du champ de tir, crash/incendie/sauvetage et transport motorisé. Le coin nord-ouest de l'île qui contient une piste en corail de 1 500 m, un pont de Landing Helicopter Dock (LHD) simulé et une zone de saut pour l'entraînement au parachutisme.
Les trois pistes qui étaient utilisées à la fin de la Seconde Guerre mondiale existent toujours. La piste centrale est aujourd'hui abandonnée et sert de voie de circulation aux habitants pour se rendre du nord au sud de l'île. La piste de l'est est maintenant utilisée par un petit transporteur aérien civil et la piste de l'ouest n'est toujours pas améliorée et fait partie du champ d'entraînement.